# Sabine Niels

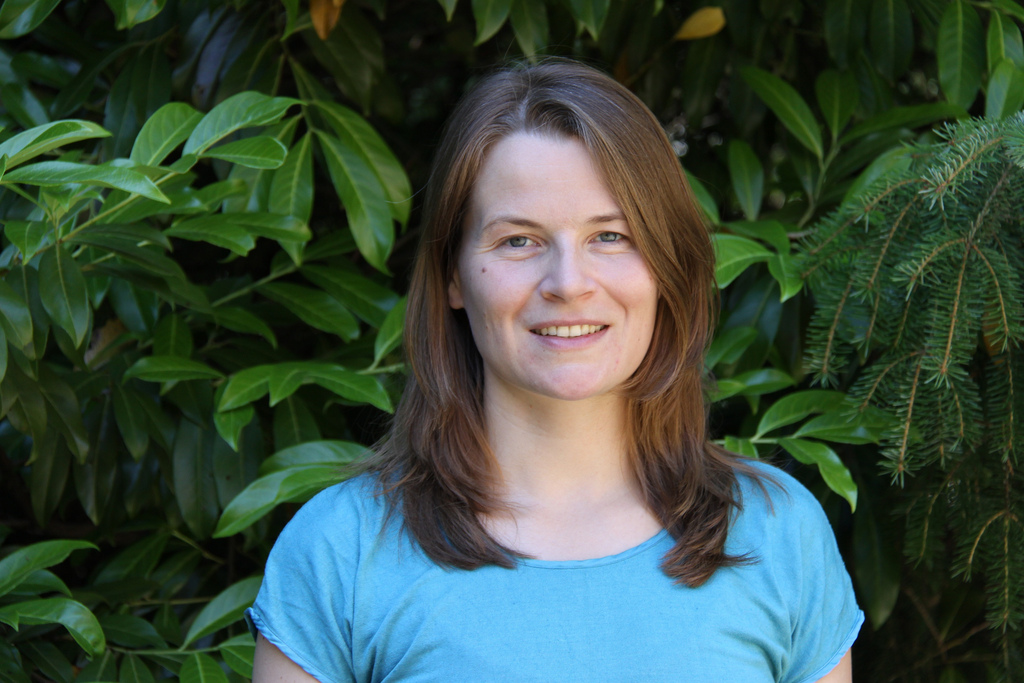
Sabine Niels, 2010

Sabine Niels (* 11. Juni 1973 in Berlin) ist eine deutsche Politikerin (früher Bündnis 90/Die Grünen; bis Mai 2022 Bündnis Fürstenwalder Zukunft). Von 2009 bis 2014 war sie Abgeordnete im Landtag von Brandenburg. 2019 wurde sie Mitglied der Stadtverordnetenversammlung Fürstenwalde/Spree und legte im Mai 2020 das Mandat aus persönlichen Gründen nieder.

## Biografie
Niels absolvierte nach dem Abitur von 1993 und dem Freiwilligen Sozialen Jahr 1994/1996 eine Ausbildung zur Heilerziehungspflegerin und war in diesem Beruf bis 2001 tätig. Zwischen 2001 und 2004 arbeitete sie als Biobäuerin in Müncheberg. 2005 nahm sie ein Studium der Sozialwissenschaften an der Berliner Humboldt-Universität auf, das sie 2009 mit dem Bachelor abschloss. Von 2014 bis 2016 studierte sie Management und Consulting an der Berliner Hochschule für Technik und schloss mit dem Master ab.
Von 2006 bis 2009 war Niels Sprecherin des Kreisverbandes Oder-Spree von BÜNDNIS 90/DIE GRÜNEN. Seit 2008 ist sie dort Mitglied des Kreistages. Bei der Landtagswahl 2009 wurde sie über die Landesliste auf Platz 3 in den Landtag von Brandenburg gewählt. Dort gehörte sie dem Rechtsausschuss und dem Ausschuss für Europa und Entwicklungspolitik an. Im Januar 2011 wurde Sabine Niels zudem in den Richterwahlausschuss gewählt.
Niels war landwirtschaftspolitische und bergbaupolitische Sprecherin der Fraktion von BÜNDNIS 90/DIE GRÜNEN im Brandenburger Landtag. Am 22. Oktober 2012 trat sie aus ihrer Fraktion aus, und nach einer Mediation am 11. Dezember 2012 wieder ein. Nach der Landtagswahl in Brandenburg 2014 schied sie aus dem Landtag aus. Niels stellte sich nicht wieder zur Wahl, da sie sich für das Rotationsprinzip ausspricht.
Von Juni 2014 bis Oktober 2017 war Niels Vorsitzende der Fraktion BÜNDNIS 90/DIE GRÜNEN & Piraten im Kreistag Oder-Spree. Sie engagierte sich vielfältig im Umweltbereich. So gründete sie die Bürgerinitiative gegen CO2 Endlager im Landkreis Oder-Spree und die Initiative zum Erhalt der Obstbauversuchsanstalt Müncheberg. 
2019 wechselte sie das politische Lager und kandidiert für die Brandenburger Vereinigten Bürgerbewegungen und Freien Wähler im Wahlkreis 2 (Fürstenwalde/Odervorland) auf dem Listenplatz 4 für die Kreistagswahl.
Bei der Wahl zur Fürstenwalder Stadtverordnetenversammlung 2019 trat Niels auf der Liste des Bündnis Fürstenwalder Zukunft (BFZ) an und verfehlte ein Mandat in der Stadtverordnetenversammlung. Aufgrund des Mandatsverzichts der gewählten BFZ-Bewerberin Carola Rudolph rückte sie jedoch zur konstituierenden Sitzung in die Stadtverordnetenversammlung nach.
2022 zog Niels nach Regensburg und engagiert sich dort ehrenamtlich im Parkhaus e.V.

## Trivia
Besondere Aufmerksamkeit erhielt Niels, als sie im Februar 2014 mit ihrer Tochter ans Rednerpult im Landtagsplenum trat. Damit war sie die erste Brandenburger Parlamentarierin, die mit einem Kind im Arm im Landtag sprach.